# Iod nitrat
Iod nitrat là một hợp chất vô cơ có công thức hóa học là INO3 (nó khác với iod nitrit có công thức hóa học là INO2).

## Điều chế
Hợp chất này lần đầu tiên được tạo ra bởi phản ứng của thủy ngân(II) nitrat và iod trong ether.
Iod nitrat cũng có thể được điều chế bằng phản ứng của bạc(I) nitrat và iod trong dung dịch acetonitrile, ether hoặc methanol.

## Tính chất
Là một chất khí không được ổn định, nó phân rã với hằng số tốc độ là -3.2×10−2 s−1. Iod nitrat đã được nghiên cứu về khả năng hình thành trong khí quyển và là tác nhân gây phá hủy lớp ozon. Các phản ứng liên quan là:
IONO2 → IO + NO2
IONO2 → I + NO3
I + O3 → IO + O2